# Manne Carlman

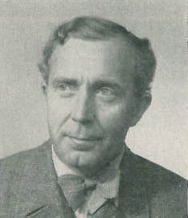
Manne Carlman

Carl Emanuel (Manne) Carlman, född 26 september 1900 i Ljungby, Småland, död 15 september 1988 i Båstad, var en svensk länsarkitekt. 
Han var son till Willehad Carlman och hans maka Elin och från 1936 gift med Hedvig Lindberg. Carlman avslutade sina studier vid Kalmar läroverk 1917 och studerade därefter till maskiningenjör vid Norrköpings tekniska gymnasium 1921 och skeppsbyggnad 1926-1928 samt inredningsarkitektur 1933 vid Kungliga tekniska högskolan i Stockholm. Han bedrev arkitektstudier i Tjeckoslovakien, Österrike och Tyskland 1931 och i Italien samt Tyskland 1933. Med ett resestipendium från KTH studerade han stadsplaner i USA och Kanada 1933. Han var biträdande länsarkitekt i Malmöhus och Kristianstads län 1936-1938, länsarkitekt i Kristianstads län 1938-1946 och därefter länsarkitekt i Halland.